# Jydsk Handels- og Landbrugsbank
 For alternative betydninger, se Handels- og Landbrugsbanken.
Jydsk Handels- og Landbrugsbank var en dansk bank i Aarhus.

## Historie
I 1870 kommanditerede firmaet D.B. Adler & Co. i København firmaet Adler, Wulff & Meyer i Aarhus, der drev købmands- og bankvirksomhed. I oktober 1874 omdannedes denne bankforretning til Jydsk Handels- og Landbrugsbank A/S med Christian Ludvig Kier som direktør indtil 1876, hvor banken blev en filial af Kjøbenhavns Handelsbank, i mange år dog under sit eget navn.
Fra 1921 var Niels Jensen (1890-1952) filialdirektør. Han blev tillige underdirektør i Kjøbenhavns Handelsbank 1934 og vicedirektør fra 1948.

## Arkitektur
Bankfilialen lå fra 1900 på Lille Torv 6 i Aarhus i en bygning, tegnet af arkitekt Sophus Frederik Kühnel og opført 1899-1900. Denne bygning er i nyrenæssance/nationalromantik og blev fredet i 1996.
Fra 1944 lå bankfilialen på Rådhuspladsen 3 i Aarhus i en bygning, opført i funktionalisme 1941-44 ved arkitekt Harald Salling-Mortensen. Det er en seksetages butiks- og kontorbygning i jernbeton, beklædt med svensk marmor, med kortere sidefløje mod Asylgade og Frederiksgade i gule mursten over marmorbeklædt stueetage.